# Vallfogona de Riucorb
Vallfogona de Riucorb est une commune espagnole, en Catalogne dans la comarque de Conca de Barberà dans la province de Tarragone.

## Les Templiers et les Hospitaliers
La commanderie de Vallfogona (ca):
Vallfogona de Riucorb est une ancienne seigneurie ayant appartenu aux Templiers en Catalogne qui dépendait de leur baillie / commanderie de Barberà. Elle fut, comme la plupart des biens du Temple, dévolue aux Hospitaliers de l'ordre de Saint-Jean de Jérusalem du prieuré de Catalogne (ca) et de la langue d'Espagne qui l'érigeront au rang de commanderie.

## Lieux et monuments
- Château de Vallfogona (ca)